# Władysław Majcher

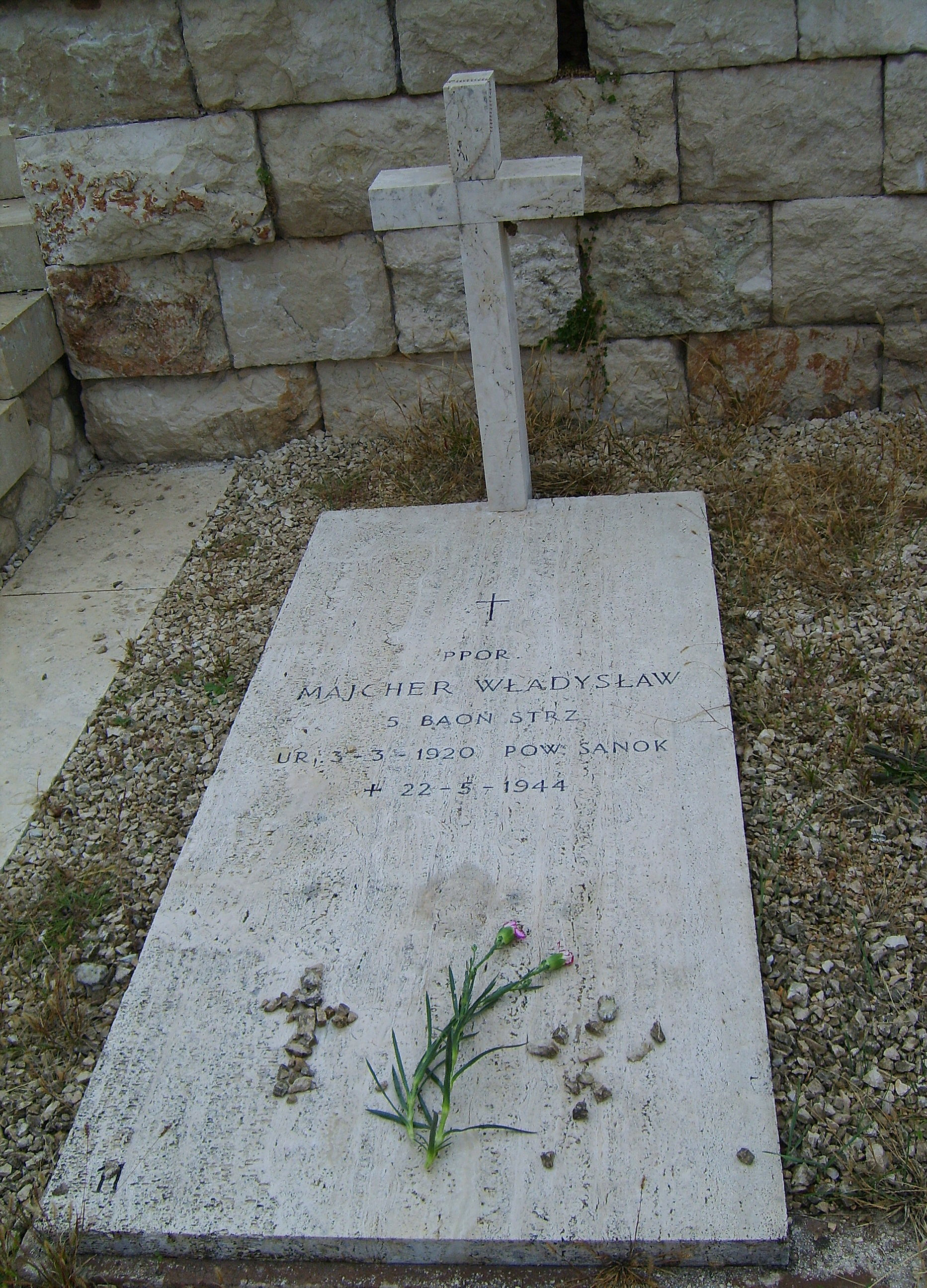
Nagrobek Władysława Majchera na polskim cmentarzu pod Monte Cassino

Władysław Majcher (ur. 3 marca 1920 w Bażanówce, zm. 22 maja 1944 pod Piedimonte San Germano) – kapral podchorąży piechoty Polskich Sił Zbrojnych na Zachodzie, pośmiertnie odznaczony Orderem Virtuti Militari i mianowany podporucznikiem.

## Życiorys
W 1938 zdał egzamin dojrzałości w Państwowym Gimnazjum Męskie im. Królowej Zofii w Sanoku (w jego klasie byli m.in. Zdzisław Peszkowski, Zbigniew Dańczyszyn). Był harcerzem.
Po wybuchu II wojny światowej nie został objęty poborem wojskowym podczas kampanii wrześniowej z uwagi na młody wiek. Na początku 1940 przedostał się przez Węgry do Syrii. Został żołnierzem Polskich Sił Zbrojnych na Zachodzie. Wstąpił do Samodzielnej Brygady Strzelców Karpackich i odbył z nią kampanię libijską. Został ranny podczas obrony Tobruku w 1941. W 1942 walczył w bitwie pod Gazala. Po zakończeniu kampanii został skierowany do szkoły podchorążych w Egipcie, którą ukończył w 1943. Został przydzielony do 3 kompanii 5 Batalionu Strzelców Karpackich, został mianowany dowódcą pierwszego plutonu i w tej funkcji pozostał do końca życia (dowódcą kompanii był także sanoczanin, kpt. Adam Puzoń). Służył w stopniu kaprala podchorążego.
Od 20 grudnia 1943 brał udział w kampanii włoskiej w składzie 2 Korpusu Polskiego. Podczas walk nad rzeką Sangro pełnił służbę patrolową. W trakcie bitwie o Monte Cassino w dniach 12-18 maja 1944 był dowódcą grupy szturmowej. 18 maja 1944 jako jeden z pierwszych piechurów wszedł na teren klasztoru, likwidując żołnierzy nieprzyjacielskich bądź biorąc do niewoli jeńców. Po otrzymaniu 21 maja rozkazu dla 5 batalionu ataku na Piedimonte San Germano, 3 kompania dokonała 22 maja natarcia na dominujące nad pozycjami wzgórze 553, zaś pluton Władysława Majchra zdobył w tym czasie pięć bunkrów niemieckich. Podczas ataku na szczyt nastąpiło przeciwuderzenie Niemców, po którym z uwagi na brak amunicji Władysław Majcher zarządził odwrót. Podczas wycofania został śmiertelnie ranny osłaniając odwrót plutonu.
Został pochowany na Polskim Cmentarzu Wojennym na Monte Cassino (taras I, sektor C, nr 11; ekshumowany).
Był jednym z trzech wychowanków sanockiego gimnazjum, którzy polegli pod Monte Cassino i zostali pośmiertnie odznaczeni Orderem Virtuti Militari (prócz niego Romuald Ochęduszko i Leopold Żołnierczyk).

## Ordery i odznaczenia
- Krzyż Srebrny Orderu Virtuti Militari – pośmiertnie (za męstwo w bitwie pod Monte Cassino)[10][11]
- Krzyż Pamiątkowy Monte Cassino nr 970 (22 maja 1944)[12]

## Upamiętnienie
Podczas „Jubileuszowego Zjazdu Koleżeńskiego b. Wychowanków Gimnazjum Męskiego w Sanoku w 70-lecie pierwszej Matury” 21 czerwca 1958 nazwisko Władysawa Majchera zostało wymienione w apelu poległych oraz na ustanowionej w budynku gimnazjum tablicy pamiątkowej poświęconej poległym i pomordowanym absolwentom gimnazjum.
W 1962 Władysław Majcher został upamiętniony wśród innych osób wymienionych na tablicy Mauzoleum Ofiar II Wojny Światowej na Cmentarzu Centralnym w Sanoku.